# 카트리나 로
카트리나 로(Katrina Law, 1985년 9월 30일~)는 미국의 배우이다.

## 출연 작품
- 다크니스 라이징 (2017)
- 트레이닝 데이 (2016)
- 체크메이트 (2015)
- 리모스 (2014)
- 데스 밸리 (2014)
- 스노우 브라이드 (2013)
- 스파르타쿠스 2 : 복수의 시작 (2012)
- 스파르타쿠스 1 : 블러드 앤 샌드 (2010)
- 올인 (2006)
- 초커 (2005)
- 44분 - 헐리우드 북쪽 (2003)
- 에멧의 마크 (2002)
- 럭키 넘버 (2000)